# Копаєв Микола Антонович
Мико́ла Анто́нович Копа́єв (рос. Николай Антонович Копаев; 11 січня 1914, Воронеж — 11 жовтня 1978, Чернівці) — радянський шахіст і шаховий композитор, майстер спорту СРСР (1940), шаховий теоретик.

## Дослідження шахів
Автор теоретичних досліджень у дебютах (іспанській та шотландській партіях) і ендшпілі. Склав низку етюдів, що мають значення для теорії ендшпіля. Особливо цінні його аналізи в області ладейних закінчень. Гросмейстер Адріан Михальчишин ставить їх в один ряд з аналізами Миколи Григор'єва та Андре Шерона. Копаєв написав том, присвячений ладейному ендшпілю, для першої редакції багатотомника «Шахові закінчення». За словами Юрія Авербаха, нове видання книги також в основному базується на аналізах Копаєва. Копаєв — автор фінальної редакції відомих аналізів Олексія Троїцького (ендшпіль «два коні проти пішака»).
З 1967 року припинив співпрацю з шаховими виданнями.

## Турнірні результати

### Результати виступів у чемпіонатах України
Микола Копаєв зіграв у 8 фінальних турнірах чемпіонатів України, набравши при цьому 78 очок зі 133 можливих.
| Рік  | Місто | Турнір                 | +  | − | = | Результат | Місце  |
| ---- | ----- | ---------------------- | -- | - | - | --------- | ------ |
| 1944 | Київ  | 13-й чемпіонат України | 7  | 4 | 1 | 7½ з 12   | — 6    |
| 1946 | Київ  | 15-й чемпіонат України |    |   |   | 10 з 17   | 8      |
| 1947 | Київ  | 16-й чемпіонат України | 7  | 5 | 4 | 9 з 16    | 7      |
| 1948 | Київ  | 17-й чемпіонат України | 6  | 4 | 8 | 10 з 18   | 9      |
| 1949 | Одеса | 18-й чемпіонат України | 10 | 6 | 3 | 11½ з 19  | 6 — 9  |
| 1950 | Київ  | 19-й чемпіонат України | 9  | 4 | 4 | 11 з 17   | Bronze |
| 1951 | Київ  | 20-й чемпіонат України | 8  | 7 | 2 | 9 з 17    | 6 — 8  |
| 1955 | Київ  | 24-й чемпіонат України | 6  | 3 | 8 | 10 з 17   | 6 — 7  |

### Інші турніри
| Рік                   | Місто              | Турнір                                                    | +  | −  | = | Результат | Місце |
| --------------------- | ------------------ | --------------------------------------------------------- | -- | -- | - | --------- | ----- |
| 1937                  | Воронеж            | Першість Воронежа                                         |    |    |   |           |       |
|                       | Ростов-на-Дону     | Всесоюзний турнір I категорії (група II)                  | 7  | 5  | 2 | 8 з 14    | 4—5   |
| 1938                  | Ленінград          | Першість ВЦРПС                                            | 10 | 6  | 5 | 12½ з 21  | 4—7   |
|                       | Київ               | Півфінал 11-го чемпіонату СРСР                            | 4  | 8  | 5 | 6½ з 17   | 15—17 |
| 1939                  | Ростов-на-Дону     | Всесоюзний турнір кандидатів у майстри спорту (група № 2) | 3  | 5  | 5 | 5½ з 13   | 10—11 |
| 1941                  | Ростов-на-Дону     | Півфінал 13-го чемпіонату СРСР                            | 3  | 0  | 1 | 3½ з 4    | [ 4 ] |
| 1944                  | Баку               | Півфінал 13-го чемпіонату СРСР                            |    |    |   |           |       |
| 1945                  | Київ               | Півфінал 14-го чемпіонату СРСР                            | 3  | 6  | 5 | 5½ з 14   | 9—10  |
|                       | Ленінград          | Півфінал 15-го чемпіонату СРСР                            | 7  | 5  | 6 | 10 з 18   | 5—6   |
| 1947                  | Ленінград          | Командна першість ВЦРПС                                   |    |    |   |           |       |
| 1949                  | Вільнюс            | Півфінал 17-го чемпіонату СРСР                            | 4  | 6  | 7 | 7½ з 17   | 12—13 |
| 1950                  | Київ               | Півфінал 18-го чемпіонату СРСР                            |    |    |   |           |       |
| 1951                  | Львів              | Півфінал 19-го чемпіонату СРСР                            | 3  | 10 | 6 | 6 з 19    | 19—20 |
| 1952                  | Мінськ             | Півфінал 20-го чемпіонату СРСР                            |    |    |   |           |       |
| 1954                  | Рига               | Командний чемпіонат СРСР                                  | 5  | 4  | 1 | 5½ з 10   |       |
| Змагання (листування) |                    |                                                           |    |    |   |           |       |
| 1948—1951             | 1-й чемпіонат СРСР | 1-й чемпіонат СРСР                                        | 8  | 1  | 6 | 11 з 15   | 2—4   |

## Нагороди
- Срібний призер 1-го чемпіонату СРСР із листування (1948—1951)
- Чемпіон Української РСР із композиції в розділі етюдів
- Дворазовий бронзовий призер чемпіонатів Української РСР (1944 і 1950)